# Tinh vân Con cú
Tinh vân Con cú (còn được gọi là Messier 97, M97 hoặc NGC 3587) là một tinh vân hành tinh nằm cách chúng ta khoảng 2.030 năm ánh sáng trong chòm sao Đại Hùng. Nó được nhà thiên văn học người Pháp Pierre Méchain phát hiện vào ngày 16 tháng 2 năm 1781. Khi William Parsons, Bá tước thứ ba của Rosse, quan sát tinh vân này vào năm 1848, hình minh họa vẽ tay của ông giống như đầu của một con cú. Nó được biết đến như là Tinh vân Con cú kể từ đó.
Tinh vân này có độ tuổi vào khoảng 8.000 năm. Nó là một hình gần tròn trong mặt cắt ngang với một ít cấu trúc bên trong có thể nhìn thấy. Nó được hình thành từ dòng chảy của vật chất từ gió sao của ngôi sao trung tâm khi nó phát triển dọc theo nhánh khổng lồ không triệu chứng. Tinh vân này được sắp xếp thành ba lớp vỏ đồng tâm, với lớp vỏ ngoài cùng lớn hơn khoảng 203030% so với lớp vỏ bên trong. Vẻ ngoài giống như mặt con cú của tinh vân này là kết quả của lớp vỏ bên trong không đối xứng tròn, mà thay vào đó tạo thành một cấu trúc giống như cái thùng thẳng hàng với góc 45 ° so với đường ngắm.
Tinh vân này chứa lượng vật chất khoảng 0,13 khối lượng mặt trời, bao gồm hydro, heli, nitơ, oxy và lưu huỳnh; tất cả với mật độ dưới 100 hạt trên mỗi cm khối. Bán kính bên ngoài của nó là khoảng  và nó đang mở rộng với vận tốc trong phạm vi 27-39 km/s hướng tới môi trường liên sao xung quanh.
Ngôi sao trung tâm có độ sáng thứ 14, đã đạt đến bước ngoặt của quá trình tiến hóa, nơi nó ngưng tụ để tạo thành một sao lùn trắng. Nó có 55-60% khối lượng của Mặt trời, gấp 41-148 lần độ sáng của Mặt trời, và có nhiệt độ hiệu dụng là 123.000 K. Ngôi sao đã được Kính viễn vọng Không gian Spitzer giải quyết thành công, với kết luận là một nguồn điểm không thể hiện đặc tính vượt quá hồng ngoại của một đĩa vũ trụ tròn.